# Worthington (Leicestershire)
Worthington – wieś w Anglii, w hrabstwie Leicestershire, w dystrykcie North West Leicestershire. Leży 24 km na północny zachód od miasta Leicester i 166 km na północny zachód od Londynu. Miejscowość liczy 675 mieszkańców.